# Saipansångare
Saipansångare (Acrocephalus hiwae) är en akut utrotningshotad tätting i familjen rörsångare som förekommer på två öar i ögruppen Marianerna i västra Stilla havet.

## Utseende och läten
Saipansångaren är en stor (18 centimeter) och gänglig sångare som ger ett rätt ovårdat intryck. Den är smutsaktigt olivgul ovan med dovt gult ögonbrynsstreck tillika undersida. Lätet är ett högljutt "tchack", sången lång, varierad och komplex.

## Utbredning och systematik
Arten förekommer på öarna Saipan och Alamagan i Marianerna. Den behandlades tidigare som underart till marianersångaren (A. luscinius), som i begränsat avseende tidigare förekom på ön Guam men som numera är utdöd. Studier visar dock att de trots mycket likartat utseende inte är varandras närmaste släktingar, vilket visar på att Acrocephalus-sångare koloniserat ögruppen vid flera tillfällen.

### Familjetillhörighet
Rörsångarna behandlades tidigare som en del av den stora familjen sångare (Sylviidae). Genetiska studier har dock visat att sångarna inte är varandras närmaste släktingar. Istället är de en del av en klad som även omfattar timalior, lärkor, bulbyler, stjärtmesar och svalor. Idag delas därför Sylviidae upp i ett flertal familjer, däribland Acrocephalidae.

## Levnadssätt
På Saipan återfinns arten i ängs- och busklandskap, skogsbryn, skogsgläntor och vassbälten. I en studie från 2002 har bon hittats i höglänt skog med den införda ärtväxten Leucaena leucocephala, inhemska mangrovesogar och inhemska våtmarker med vass. På Alamagan ses den i öppen skog med buskig undervegetation samt skogklädda raviner intill gräsmarker.

## Status och hot
Arten har en mycket begränsad utbredning och en liten världspopulation bestående av mellan 600 och 5700 adulta individer, troligast mellan 2200 och 3300. Den tros minska i antal till följd av habitatförstörelse. Risken tros också vara stor att den invasiva ormarten Boiga irregularis tar sig till Saipan. Denna tros ligga bakom marianersångarens försvinnande på närbelägan Guam. Allt sammantaget får detta internationella naturvårdsunionen att kategorisera saipansångaren som starkt hotad.

## Namn
Fågelns vetenskapliga artnamn hedrar den japanske ornitologen Minori Hiwa.